# Andy Hardy's Private Secretary
Andy Hardy's Private Secretary is een film uit 1941 onder regie van George B. Seitz. Het is het tiende deel uit de Andy Hardy-reeks, een filmreeks die uit 16 films bestaat.

## Verhaal
Andy Hardy is een laatstejaars op de middelbare school. Wanneer zijn vader tot de ontdekking komt dat de familie Land zich in armoede bevindt, geeft hij zijn zoon de opdracht Kathryn Land aan te nemen als zijn secretaresse en haar broer als decorateur. Hun vader Steven was ooit een gerespecteerd man, maar kan na het uitbreken van de Tweede Wereldoorlog zelfs geen baan in een garage krijgen. Vader Hardy is Steven dankbaar, nadat hij Andy heeft geholpen en neemt contact op met kennisen om hem aan werk te helpen.
Wanneer Andy en Kathryn steeds meer tijd met elkaar doorbrengen, wordt zijn vriendin Polly jaloers. Ze zijn dan ook teleurgesteld als de familie Land binnenkort naar Zuid-Amerika zal verhuizen, omdat Steven daar een baan aangeboden heeft gekregen. Ze zullen op de dag voordat alle laatstejaars hun schooldiploma zullen ontvangen, moeten vertrekken. Andy wil nog iets meer tijd met Kathryn doorbrengen en wijzigt een telegram voor Steve, waarin nu staat dat ze pas twee dagen later weg hoeven te gaan. Deze onderneming heeft echter grote consequenties. Het was namelijk zeer belangrijk dat Steven op de oorspronkelijk datum zou vertrekken. Omdat hij pas twee dagen later de Verenigde Staten achter zich laat, wordt hem de baan geweigerd.
De volgende dag komt Andy erachter dat hij zijn schooldiploma niet zal halen, omdat hij is gezakt voor Engels. Zijn vader is razend als hij op de hoogte wordt gesteld. Andy kan de teleurstelling van zijn dierbaren niet verwerken en besluit weg te lopen naar de grote stad. De familie Hardy komt ondertussen tot de ontdekking dat Andy het herexamen mag afleggen. Harry haast zich naar het station om hem tegen te houden. De volgende dag doet hij het examen over en haalt deze zonder enige moeite.
Andy kan zijn geluk niet op, totdat hij tot de ontdekking komt dat Stevens baan in Zuid-Amerika inmiddels naar een ander is gegaan. Steven en Harry krijgen echter na de diploma-uitreiking een baan aangeboden op school. Aan het einde krijgt Andy zijn schooldiploma en ontvangt een auto als cadeau.

## Rolbezetting
| Acteur          | Personage                  |
| --------------- | -------------------------- |
| Lewis Stone     | Judge James K. 'Jim' Hardy |
| Mickey Rooney   | Andrew 'Andy' Hardy        |
| Kathryn Grayson | Kathryn Land               |
| Fay Holden      | Mrs. Emily Hardy           |
| Ann Rutherford  | Polly Benedict             |
| Sara Haden      | Tante Milly Forrest        |
| Ian Hunter      | Steven V. Land             |
| Gene Reynols    | Jimmy McMahon              |
| Todd Karns      | Harry Land                 |

## Achtergrond
Het is de eerste film die muzikale nummers bevat. Er worden drie nummers gezongen door Kathryn Grayson, een destijds beginnende zangeres en actrice, die later zou uitgroeien tot een musicalster. Ze kreeg al een jaar training bij de filmstudio, voordat ze hiermee haar filmdebuut maakte. Ze kreeg voor haar rol veel lovende kritieken. Hoewel Cecilia Parker - die de rol van Marian Hardy vertolkt - in verscheidene foto's die ter promotie van de film zijn gemaakt is te zien, is ze niet in het eindresultaat te zien.
De film werd na uitbrengst positief ontvangen en zou later in de Verenigde Staten dan ook op video uitgebracht worden. The New York Times gaf alle lof aan Grayson, maar sprak minder positief over hoofdrolspeler Mickey Rooney.

## Filmreeks
- A Family Affair (1937)
- You're Only Young Once (1937)
- Judge Hardy's Children (1938)
- Love Finds Andy Hardy (1938)
- Out West with the Hardys (1938)
- The Hardys Ride High (1939)
- Andy Hardy Gets Spring Fever (1939)
- Judge Hardy and Son (1939)
- Andy Hardy Meets Debutante (1940)
- Andy Hardy's Private Secretary (1941)
- Life Begins for Andy Hardy (1941)
- The Courtship of Andy Hardy (1942)
- Andy Hardy's Double Life (1942)
- Andy Hardy's Blonde Trouble (1944)
- Love Laughs at Andy Hardy (1946)
- Andy Hardy Comes Home (1958)